# معركة تافنة (1281)
معركة تافنة هي معركة وقعت عام 1281، هزمت القوات المرينية بقيادة أبي يوسف يعقوب بن عبد الحق جيش يغمراسن الزياني.

## خلفية تاريخية
بعد الحملة المرينية في الأندلس على مملكة قشتالة ، ترك أبو يوسف لحليفه محمد الثاني الفقيه، ملك غرناطة، خيار التوقيع على هدنة مع المسيحيين. قبل ابن الأحمر في النهاية السلام مع قشتالة. إلا أن نجاحات أبي يوسف العديدة وشعبيته المتزايدة بدأت تثير بعض القلق عند ابن الأحمر. وخشى أن يعيش نفس الوضع الذي عاشه ملوك الطوائف ، الذين جردهم يوسف بن تاشفين من سلطتهم في عهد المرابطين.
ولهذا تحالف ابن الأحمر مع ملك قشتالة وليون ألفونسو العاشر. ضد السلطان أبو يوسف يعقوب. انتهز الملك قشتالة الفرصة لمهاجمة الجزيرة الخضراء الواقعة تحت السيطرة المرينية فوضعها تحت الحصار . شارك ابن الأحمر في الحصار لإزالة أي احتمال لعبور المريننين عبر مضيق جبل طارق. وضم التحالف أيضًا السلطان الزياني يغمراسن بن زيان ، الذي سعى إلى الانتقام لمقتل ابنه وهزائمه السابقة.
بعد أن سمع بأخبار هذا التحالف الثلاثي ضده، وبحصار الجزيرة الخضراء، والثورات القبائل العربية على حكمه. بدأ السلطان بإخضاع القبائل المتمردة  ، دعا أبو يوسف للجهاد في جميع أنحاء البلاد، وسرعان ما أرسل أسطولًا من ستين سفينة من طنجة ، بقيادة ابنه أبي يعقوب، لكسر الحصار البحري عن المدينة. وندم ابن الأحمر على خيانته لما رأى حالة سكان الجزيرة الخضراء الذين يعانون من الجوع بسبب حصار قاس، وأرسل 12 سفينة لدعم الأسطول المريني.
وفاجأت سفن المسلمين الأسطول المسيحي الذي دُمر بالكامل، مما أدى إلى إنهاء الحصار البحري.  أطلق السلطان أبو يوسف الدعوة للجهاد في جميع ولايات البلاد، ثم استعد لقيادة حملة في الأندلس قبل أن يعلم أن يغمراسن قاد العديد من الغارات على حدوده الشرقية، وذلك ضمن التحالف الثلاثي الذي أبرمه مع قشتالة.

## عملية
لذلك قرر أبو يوسف قيادة حملة ضد يغمراسن بن زيانوتبعه ابنه أبي يعقوب الذي وضعه في مقدمة الجيش، والتقيا بوادي ملوية ، ثم وصلا التقدم حتى وادي تافنة.
وبعد عدة اشتباكات، بدأت المعركة التي استمرت يوما كاملا اتخذت منحى حاسما عندما تمكن المرينيون من مفاجأة الجيش الزياني المتمركز في معسكرهم الذي نهبوه بالكامل. واستولوا على غنيمة كبيرة  ، فقرر يغمراسن التراجع إلى عاصمته تلمسان ، تاركا مملكته فريسة للنهب.

## تداعيات
انتصر المرينيون على يغمراسن وأشعلوا النيران في أراضي مملكته. جاء بني توججين من الورسنيس ، أعداء الزيانيين، للانضمام إلى جيش أبي يوسف للمشاركة في النهب، وتدمير كل شيء في طريقهم. ثم قاموا بحصار تلمسان. ولكن سرعان رُفع الحصار لصعوبة الاستيلاء على المدينة.